# Easter Egg
Easter Egg (engl. für „Osterei“) ist eine Bezeichnung für eine versteckte Besonderheit in Medien und Computerprogrammen.
Formen sind beispielsweise der Gagscreen einer Software oder Geheimlevel eines Computerspiels.

## Wortherkunft und Geschichte
Als eines der ersten bekannten Easter Eggs in Computerspielen gilt das Atari 2600-Spiel Adventure von Warren Robinett, der 1978 seinen Namen in diesem verewigte. Allerdings ist das Verstecken kleiner Informationen in der Kunstgeschichte seit der Renaissance nachgewiesen, so zum Beispiel versteckte Signaturen, Porträts des Malers oder anderer Personen in Nebenfiguren und Ähnliches. Ein Beispiel hierfür ist die sogenannte Anamorphose, die in einem Gemälde erst unter einem bestimmten Sichtwinkel oder unter Zuhilfenahme eines Spiegels et cetera sichtbar wird.

## Funktion
Ein Easter Egg dient im Allgemeinen der Anerkennung des Urhebers, tut dies aber meistens auf eine unterhaltende Art. Häufig werden Easter Eggs von den Programmierern ohne Kenntnis seitens der Firmenleitung hinterlegt. Man kann es als „Signet des Urhebers“ – der bei der Arbeit für einen Auftraggeber seine Verwertungsrechte abtritt und daher meist nicht offiziell aufscheint – ansehen, weniger als Plagiatsfalle.

### Abgrenzung zur hidden function
Schwer zugängliche Funktionen (englisch hidden function) werden manchmal als Easter Egg missinterpretiert.
In Microsoft Word beispielsweise kann man die Zeile =rand(200,2) in einem neuen Dokument eingeben und mit Enter bestätigen. Daraufhin wird mehrere Seiten lang das Pangramm „The quick brown fox jumps over the lazy dog.“ bzw. in der deutschen Version „Franz jagt im komplett verwahrlosten Taxi quer durch Bayern“ dargestellt. Dabei steht die erste Zahl für die Absätze, die ausgegeben werden, die zweite für die Sätze pro Absatz. Im obigen Beispiel werden also 200 Absätze mit je zweimal dem Satz „Franz jagt …“ ausgegeben. Auf den ersten Blick wirkt das als Witz und als Easter Egg, die Funktion hat jedoch tatsächlich einen Nutzen: Jeder Buchstabe des Alphabets kommt in diesen Sätzen mindestens einmal vor (Pangramm), um so die Darstellung einer Schriftart zu testen oder Blindtext zu erzeugen. Ab Word 2007 wurde dieser Text durch die Erläuterungen zu den neuen Office-Bedienelementen ersetzt.

### Vorbehalte im Kontext von Malware
Aufgrund der starken Verbreitung von Viren, Würmern, Trojanern und anderen Schadprogrammen (Malware) findet bei den Software-Herstellern ein Umdenken bezüglich Easter Eggs statt. Zahlreiche Unternehmen wünschen in der von ihnen eingesetzten Software keine Easter Eggs oder ähnliche undokumentierte Funktionen, da befürchtet wird, dass Software mit derartigen Eigenschaften als weniger vertrauenswürdig angesehen werden könne bzw. anfälliger für etwaige Sicherheitslücken ist. In älteren Versionen von Betriebssystemen und Anwendungen der Firma Microsoft sind teils aufwendige Easter Eggs versteckt, doch mittlerweile ist es den Entwicklern untersagt, solche in die Software zu integrieren, was nicht zuletzt auf den Status von Microsoft als Gründungsmitglied der Trusted Computing Group zurückzuführen ist.

## Verwendung

### Software
Bei Software lassen sich diese versteckten Funktionen mit Tastenkombinationen auf Tastatur oder Maus aktivieren. Beispielsweise werden der Name des Softwareentwicklers und Credits (Danksagungen) dargestellt.
Zu den bekannteren Beispielen von Easter Eggs in Software zählen ein in Word 97 versteckter Flipper und ein simpler Flugsimulator in Excel 97, mit dem man eine Fraktallandschaft überfliegen und dabei die Credits der Entwickler entdecken kann. Ein im Browser Mozilla Firefox vorhandenes Easter Egg ist Das Buch Mozillas (aufrufbar über about:mozilla) und eine Warnung vor Robotern (aufrufbar über about:robots)

### Computerspiele
Ein verbreitetes Feature in Computerspielen sind die Geheimlevel, die nur dann erreichbar sind, wenn zum Beispiel an bestimmten Punkten im Handlungsverlauf gut getarnte Passagen durchschritten werden. Diese Level sind aber insofern dokumentiert, als sie in den Abschnittsstatistiken erwähnt und zum Erreichen eines Spielstandes von 100 % benötigt werden.
Ein weiteres in Computerspielen anzutreffendes Element sind Bezüge zu Vorgänger- oder anderen Spielen (seltener aber auch zu Filmen oder berühmten realen Ereignissen), im Sinne eines Zitats. Im Spiel Sacred 2 ist zum Beispiel versteckt in einem Sumpf ein grüner Kobold – normalerweise sind Kobolde in diesem Spiel rosa – anzutreffen, welcher, wenn man ihn anspricht, den gleichen ungewöhnlichen Satzbau verwendet wie Meister Yoda von Star Wars. In Civilization V wurde das unter dem Namen Nuclear Gandhi bekannte Internetmeme aufgegriffen, das auf einen angeblichen Programmfehler einer früheren Spielversion anspielte.
Mitunter wird das Verstecken von Easter Eggs wörtlich genommen, so gelangt man beispielsweise in Grand Theft Auto: Vice City mit einem Sprung durch ein bestimmtes Fenster in einen Raum, in dem sich ein großes Osterei befindet. Im nächsten Teil der Reihe (Grand Theft Auto: San Andreas) befindet sich auf einem Stahlträger einer Brücke die Nachricht: „There are no Easter Eggs up here. Go away.“ (dt.: „Hier oben gibt es keine Easter Eggs (oder: Ostereier). Verschwinde.“).

### DVDs und CDs
Easter Eggs finden auf DVDs Verwendung, wenn kurze Videos oder spezielles Bonusmaterial nur durch nicht sichtbare Menüpunkte aufgerufen werden können.
Eher selten sind Easter Eggs, die eine physische Manipulation des Mediums erfordern. So enthält beispielsweise die Verpackung der CD Songs of Faith and Devotion von Depeche Mode ein verstecktes Bild von Sänger Dave Gahan mit einem Sex-Shop im Hintergrund, das man sieht, wenn man das Tray (den meist schwarzen Teil des Jewelcases, auf dem sich die Disc befindet) aus den Verankerungen löst und heraushebt.

### Kinofilme und Serien
In Spielfilmen und Serienfolgen werden Easter Eggs in Form von Anspielungen auf andere Filme verwendet. Dies können Auftritte von Figuren oder die Verwendung von Elementen aus anderen Filmen oder Serien sein, auch Cameo-Auftritte sind üblich. Vor allem in Animationsfilmen werden mitunter auch Bezüge zu real existierenden Firmen, Produkten oder Personen gemacht, indem z. B. der jeweilige (reale) Name leicht verändert verwendet wird. Ebenfalls üblich sind Insiderwitze wie z. B. der Code A113, die vom normalen Publikum kaum entdeckt werden können und damit der ursprünglichen Funktion der Easter Eggs am ehesten entsprechen.
Meist sind Easter Eggs so gut versteckt und ihre Darstellungsdauer so kurz, dass sie erst nach dem mehrmaligen, aufmerksamen und gezielten Ansehen des Films bewusst erkannt werden können.
Ein gutes Beispiel ist der Animationsfilm Zoomania, in dem es von Easter Eggs aller Art nur so wimmelt. Auch die Serie Star Trek: Lower Decks enthält viele Easter Eggs rund um Star Trek.
Es gibt Fangemeinden, die neue Filme und Folgen systematisch nach Easter Eggs durchsuchen und diese veröffentlichen, oft sind es dieselben, die auch nach Filmfehlern suchen.

### Websites
Auch Websites können Easter Eggs enthalten, so macht beispielsweise bei der Google-Sucheingabe „do a barrel roll“ (Mache eine Fassrolle) die Ergebnisseite eine 360-Grad-Drehung. Websites können aber auch in ihrer Gesamtheit ein Easter Egg sein, wie zum Beispiel der fiktive Haustierversand PetsOvernight.com aus dem Computerspiel Grand Theft Auto III oder die ebenso fiktive Fluggesellschaft Oceanic Airlines (oceanic-air.com) aus der Fernsehserie Lost.